# Lekcjonarz 962
Lekcjonarz 962 (Gregory-Aland no. ℓ 962) – grecko-koptyjski kodeks uncjalny Nowego Testamentu na pergaminie, datowany metodą paleograficzną na VIII wiek. Rękopis jest przechowywany w Luwrze. Tekst rękopisu jest wykorzystywany we współczesnych wydaniach greckiego Nowego Testamentu. 

## Opis
Zachowały się 4 pergaminowe karty rękopisu, z greckim tekstem Ewangelii Marka (14,65-67.68-71; 14,72-15,2.4-7). Karty mają rozmiar 16 na 13,5 cm. Tekst jest pisany dwoma kolumnami na stronę, 20 linijek tekstu na stronę. 

## Historia
INTF datuje ℓ 962 na VIII wiek . 
Tekst rękopisu został opublikowany w 1976 roku przez J.M. Plumleya i C.H. Robertsa. Na listę greckich rękopisów Nowego Testamentu wciągnął go Kurt Aland, oznaczając go przy pomocy siglum 0276. Późniejsze badania wykazały, że jest lekcjonarzem. W II wydaniu Kurzgefasste został sklasyfikowany jako lekcjonarz (ℓ 962). Rękopis został wykorzystany w 26. wydaniu greckiego Nowego Testamentu Nestle-Alanda (NA26). W późniejszych wydaniach nie jest już uwzględniany (NA27, NA28 i UBS4). 
Rękopis jest przechowywany w Muzeum Koptyjskim (10039b) w Luwrze .